# Piet Ouderland
Pieter Ouderland, detto Piet (Amsterdam, 17 marzo 1933 – Amsterdam, 3 settembre 2017), è stato un calciatore, allenatore di calcio e cestista olandese.

## Carriera

### Pallacanestro
Con i Paesi Bassi ha disputato i Campionati europei del 1951, segnando 78 punti in 9 partite.

## Palmarès

### Calcio

#### Giocatore

##### Competizioni nazionali
- Campionato olandese: 2

Ajax: 1956-1957, 1959-1960
- Coppa dei Paesi Bassi: 1

Ajax: 1960-1961

##### Competizioni internazionali
- Coppa Piano Karl Rappan: 1

Ajax: 1961-1962